# Glypta egregiafovea
Glypta egregiafovea là một loài tò vò trong họ Ichneumonidae.